# Elodie Treccani
Elodie Treccani (Roma, 19 dicembre 1971) è un'attrice italiana.

## Biografia
Tra i suoi lavori principali, I ragazzi del muretto, Il maresciallo Rocca e Commesse.

## Filmografia

### Cinema
- Phenomena, regia di Dario Argento (1985)
- Nemici d'infanzia, regia di Luigi Magni (1995)
- Il verificatore, regia di Stefano Incerti (1995)
- L'ospite, regia di Alessandro Colizzi (1998)
- Acting/Out, regia di Davide Dapporto e Edoardo Iannini - cortometraggio (2001)
- Quelle piccole cose, regia di Fabrizio Cattani (2002)
- Anna Weiss, regia di Alessandro Colizzi - cortometraggio (2002)
- Cuori perduti, regia di Teresio Spalla (2003)
- Maternity Blues, regia di Fabrizio Cattani (2011)
- Sulla mia pelle, regia di Alessio Cremonini (2018)

### Televisione
- La Storia, regia di Luigi Comencini - miniserie TV (1986)
- ...Se non avessi l'amore, regia di Leandro Castellani - film TV (1991)
- I ragazzi del muretto - serie TV, 28 episodi (1991-1993)
- Il caso Graziosi, regia di Sandro De Santis - film TV (1996)
- Il maresciallo Rocca - serie TV, 4 episodi (1996)
- Fratello mio, regia di Giorgio Capitani
- Doppia identità, regia di M. Melega e Monica Ghezzi
- Commesse - serie TV, 12 episodi (1999-2002)
- Vivere - serial TV
- Giornalisti - serie TV (2000)
- Don Matteo 6 episodio 6x01, Bentornato Don Matteo (2008)
- Il paradiso delle signore - soap opera (2023-2024)

### Videoclip
- Moto perpetuo - Stefano Zarfati (2004)

## Teatro
- Sex symbol, di Francesca De Sapio, regia di Francesca De Sapio (1995)[1]
- Gli uccelli notturni, regia di Lucilla Lupaioli
- Blues, di Tennessee Williams, regia di Pierpaolo Sepe (1995-1996)[2]
- Frammenti di un malinteso, liberamente ispirato a Il malinteso di Albert Camus, regia di Pierpaolo Sepe (1997)[3]
- Le relazioni pericolose, regia di Pierpaolo Sepe
- Danny e il profondo mare blu, di John Patrick Shanley, regia di Pierpaolo Sepe (2000)[4]
- A cena con amici, di Donald Margulies, regia di Paolo Zuccari (2009)
- Tre sorelle, di Anton Čechov, regia di Paolo Zuccari (2010)[5]